# Bojna Njiva
Bojna Njiva (en serbe cyrillique : Бојна Њива) est un village du nord-est du Monténégro, dans la municipalité de Mojkovac.

## Démographie

### Évolution historique de la population
| 1948 | 1953 | 1961 | 1971 | 1981 | 1991 | 2003 |
| ---- | ---- | ---- | ---- | ---- | ---- | ---- |
| 40   | 98   | 169  | 235  | 342  | 389  | 362  |